# 永寧 (晋)
永寧（えいねい）は、西晋の恵帝の治世に使われた元号（301年 - 302年）。

## 出来事
- 2年4月：恵帝が皇帝に復位し改元。
- 2年12月：恵帝を復位させ、当時実権を握っていた斉王司馬冏が殺害される。長沙王司馬乂などが実権を握り、同月元号も改められた。

## 西暦との対照表
| 永寧 | 元年  | 2年   |
| 西暦 | 301年 | 302年 |
| 干支 | 辛酉  | 壬戌  |